# Макбет (фільм, 1979)
«Макбет» (англ. Macbeth, інша назва — англ. A Performance of Macbeth) — телевізійний фільм режисера Філіпа Кассона 1979 року. Екранізація однойменної трагедії Вільяма Шекспіра.
Адаптація п'єси «Макбет» до телеверсії Кассона була написана британським театральним і кінорежисером Тревором Нанном, і ґрунтувалася на театральній постановці самого Нанна 1976 роки для Королівської шекспірівської компанії (RSC, від англ. Royal Shakespeare Company).
Головні ролі в телефільмі зіграли ті ж актори, що і в театральній постановці (Іен Маккеллен в ролі Макбет і Джуді Денч в ролі леді Макбет), причому в 1977 році Денч отримала за роль в постановці визнання Королівського шекспірівського театру (у вигляді своєї першої премії Лоуренса Олів'є), названі кращими акторами цих ролей за десятиліття.
Зйомки телефільму проходили в невеликої театральної студії, на круглому майданчику, з мінімумом костюмів і відсутністю декорацій. Всі дії відбуваються на чорному тлі, і будь-які зміни місця розташування героїв були досягнуті за рахунок зміни освітлення.

## У ролях
- Ієн Маккеллен — Макбет
- Джуді Денч — леді Макбет
- Джон Боун — Леннокс
- Сьюзен Дьюри — леді Макдуф / 3-тя відьма
- Джудіт Гарт — 2-я відьма
- Грег Хікс — Дональбейн / Сейтон
- Мери Кін — 1-я відьма
- Єн Макдермід — Росс